# أولريك ليندكفيست
أولريك ليندكفيست (بالدنماركية: Ulrik Lindkvist)‏ هو لاعب كرة قدم دنماركي في مركز ظهير ‏، ولد في 5 مارس 1981 في الدنمارك في مملكة الدنمارك. شارك مع منتخب الدنمارك تحت 19 سنة لكرة القدم ومنتخب الدنمارك تحت 20 سنة لكرة القدم ومنتخب الدنمارك تحت 21 سنة لكرة القدم. أما مع النوادي، فقد لعب مع آرهوس جمناستيك فورينينغ ونادي فايله ونادي ميتييلاند ونادي هورسينس.

## وصلات خارجية
- أولريك ليندكفيست على موقع قاعدة بيانات كرة القدم.إي يو (الإنجليزية)
- أولريك ليندكفيست على موقع Soccerway.com (الإنجليزية)